# Lebesgue (cratère)
Lebesgue est un cratère lunaire situé à l'extrême Est de la face visible de la Lune à l'ouest de la Mare Smythii. Le cratère Lebesgue est situé juste sur le côté nord du cratère Swasey, à l'Est du cratère Tucker et au sud-est du cratère Warner. Le contour du cratère Lebesgue est circulaire et pas érodé. L'intérieur à la forme d'un bol. 
En 1976, l'Union astronomique internationale a donné le nom de Lebesgue à ce cratère en l'honneur du mathématicien français Henri-Léon Lebesgue.